# Sin
Sin là một hàm số lượng giác. Giá trị của một cung tròn trên vòng tròn đơn vị bằng độ lớn hình chiếu của đầu mút cung đó lên trục tung.
Sin của một góc được tính quy về sin của cung tròn chắn bởi góc đó.
Trong tam giác vuông, sin của một góc nhọn được tính bằng tỉ số giữa cạnh góc vuông đối diện và cạnh huyền.

## Hàm số
Các đặc trưng của hàm số sin:
- Miền xác định: R (toàn bộ trục số thực)
- Miền giá trị: [-1, 1]
- Tính tuần hoàn: hàm số {\displaystyle y=\sin x} là hàm tuần hoàn với chu kì {\displaystyle 2\pi }.

Giới hạn tại lân cận {\displaystyle x=0}:
{\displaystyle \lim _{x\to 0}{\frac {\sin x}{x}}=1}

## Trong công thức Euler
Hàm số sin còn xuất hiện trong công thức Euler:
{\displaystyle e^{ix}=\cos x+i\sin x}

## Ước lượng bằng phương pháp số trị
Hàm số sin có thể ước lượng dưới dạng chuỗi vô hạn từ khai triển Taylor:
{\displaystyle \sin x=x-{\frac {x^{3}}{3!}}+{\frac {x^{5}}{5!}}+...+(-1)^{n}{\frac {x^{2n+1}}{(2n+1)!}}+...}

## Ứng dụng kĩ thuật
Hàm số sin có nhiều ứng dụng trong kĩ thuật:
- Biểu diễn dao động cơ học: chẳng hạn dao động của lò xo được cho bởi:

{\displaystyle y=A\sin(\omega t+\phi )}
- Đặc trưng của dòng điện xoay chiều: cường độ dòng điện xoay chiều trong mạch được cho bởi:

{\displaystyle I=I_{0}\sin 2\pi ft}
- Biểu diễn sự lan truyền sóng nước: độ cao mặt nước khi có sóng truyền qua có thể được xấp xỉ bởi một hàm số sin (hoặc cosin):

{\displaystyle \eta =H\sin(\omega t-kx)}
- Dùng trong thuật toán đồ họa trong các phần mềm game 3D,tìm mối tương quan giữa góc xoay quanh trục tọa độ y tạo bởi vector raycast và vật thể có tọa độ (z;x) nhằm xác định tên vật thể và tinh chỉnh góc tia chiếu chuẩn trực.